# Capella
Capella, còn gọi là Alpha Aurigae (α Aurigae, viết tắt Alpha Aur, α Aur), là ngôi sao sáng nhất trong chòm sao Ngự Phu, và sáng thứ sáu trên bầu trời đêm, và là ngôi sao sáng thứ ba ở bán cầu bắc thiên cầu sau hai sao Arcturus và Vega. Là ngôi sao sáng nổi bật trên bầu trời mùa đông ở bắc bán cầu, đây là sao củng cực (circumpolar star) đối với người quan sát nằm về phía bắc của 44° độ vĩ bắc. Tên của ngôi sao trong tiếng Latin có nghĩa là "con dê nhỏ", Capella mô tả tượng trưng cho chú dê Amalthea đã cho Zeus bú lúc thơ sinh trong thần thoại cổ đại. Hệ sao Capella nằm tương đối gần Mặt Trời chỉ cách 42,8 năm ánh sáng (13,1 pc).
Quan sát bằng mắt thường thì đây là một ngôi sao, nhưng Capella thực sự là một hệ sao bao gồm 4 ngôi sao trong hai hệ sao đôi quay quanh nhau. Cặp sao thứ nhất là hai sao khổng lồ sáng màu vàng, cả hai có khối lượng xấp xỉ 2,5 lần khối lượng Mặt Trời. Chúng đã đốt cạn kiệt lõi hiđrô ở trong, nhiệt độ bề mặt giảm và kích thước sao nở rộng, đưa hai ngôi sao ra khỏi dãy chính trong bảng phân loại sao. Được ký hiệu lần lượt là Capella Aa và Capella Ab, chúng quay quanh nhau trên một quỹ đạo tròn nhỏ với đường kính khoảng 0,76 đơn vị thiên văn (AU) và chu kỳ quỹ đạo bằng 104 ngày. Trong hai sao thì Capella Aa lạnh hơn và sáng hơn và thuộc lớp phổ K0III; nó có độ sáng gấp 78,7 ± 4,2 lần độ sáng Mặt Trời và bằng 11,98 ± 0,57 lần đường kính Mặt Trời. Là một ngôi sao già trong quần tụ sao khổng lồ đỏ trên biểu đồ Hertzsprung-Russell, nó đang ở giai đoạn tổng hợp hạt nhân heli thành hạt nhân cacbon và oxy ở trong lõi sao. Capella Ab có đường kính hơi nhỏ hơn và sáng hơn và nó thuộc lớp phổ G1III; ngôi sao này sáng gấp 72,7 ± 3,6 lần độ sáng Mặt Trời và đường kính bằng 8,83 ± 0,33 đường kính Mặt Trời. Nó đang ở trong giai đoạn tiến hóa ngắn gọi là khoảng trống Hertzsprung khi kích thước sao đang mở rộng và nhiệt độ bề mặt giảm để tiến tới giai đoạn trở thành sao khổng lồ đỏ. Hệ Capella là một trong những nguồn tia X sáng nhất trên bầu trời, mà nguyên nhân chính được cho đến từ vành nhật hoa của sao khổng lồ khối lượng lớn hơn. Cặp sao thứ hai, nằm cách cặp thứ nhất 10.000 AU, bao gồm hai sao lùn đỏ mờ, nhỏ và tương đối lạnh. Chúng được ký hiệu là Capella H và Capella L. Một vài ngôi sao khác nằm gần trong trường quan sát đã được lập danh mục là những sao nằm gần hệ nhưng thực tế chúng không quay quanh hoặc bị ảnh hưởng hấp dẫn bởi hệ hai cặp sao đôi này.

## Danh mục
α Aurigae (Latinised đến Alpha Aurigae) là tên của Bayer. Nó cũng có tên Flamsteed 13 Aurigae. Nó được liệt kê trong một số danh mục nhiều ngôi sao như ADS 3841, CCDM J05168 + 4559, và WDS J05167 + 4600. Là một hệ sao tương đối gần đó, Capella được liệt kê trong Catalogue Gliese-Jahreiss với chỉ định GJ 194 cho một đôi hành tinh khổng lồ và GJ 195 cho cặp sao lùn đỏ mờ nhạt.
Tên truyền thống Capella là Latin cho dê cái (nhỏ); tên gọi khác Capra thường được sử dụng nhiều hơn trong thời cổ đại. Năm 2016, Liên minh Thiên văn Quốc tế tổ chức Nhóm làm việc Tên Ngôi sao (WGSN) để lập danh mục và chuẩn hóa tên cho các ngôi sao. Bản tin đầu tiên của WGSN tháng 7 năm 2016 bao gồm một bảng gồm hai lô đầu tiên được chấp thuận bởi WGSN; bao gồm Capella cho ngôi sao này. Nó bây giờ đã được nhập vào danh mục IAU của Star Names. Danh sách các ngôi sao liệt kê Capella như áp dụng cho ngôi sao với các chỉ thị α Aurigae, HR 1708, HD 34029, và HIP 24608, cho thấy chỉ có thành phần chính của hệ thống Capella mới nhận được tên đó. Tài liệu của riêng IAU làm rõ rằng tên đúng phải được áp dụng chỉ cho thành phần sáng nhất. Trong trường hợp này, nó là một phần không chắc chắn của các thành phần là sáng nhất và danh sách IAU không chỉ định.

## Lịch sử quan sát

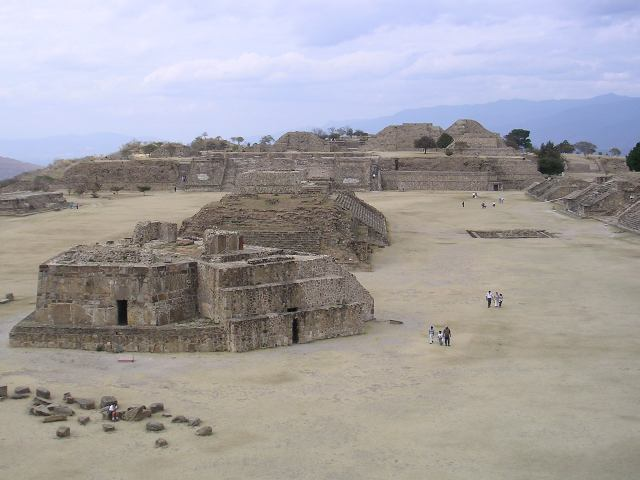
Tòa nhà J (tiền cảnh) tại Monte Albán

Capella là ngôi sao sáng nhất trên bầu trời đêm từ 210.000 năm trước đến 160.000 năm trước, ở mức -1.8. Ở -1.1, Aldebaran sáng nhất trước thời kỳ này, nó và Capella nằm gần nhau hơn trên bầu trời và hoạt động như những ngôi sao cực Bắc vào thời đó. Capella được cho là được đề cập đến trong một bản khắc Akkadian có niên đại vào thế kỷ 20 trước Công nguyên. Biểu tượng của nó như là một con dê từ Mesopotamia trở thành một chòm sao gọi là GAM, đại diện cho một con khỉ đột hoặc là kẻ lừa đảo. Nó có thể đã đại diện cho ngôi sao một mình hoặc chòm sao hiện đại như một tổng thể; con số này được gọi là Gamlum hoặc MUL.GAM trong tài liệu MUL.APIN của BC thế kỷ thứ 7.
Croigo của Auriga đứng cho một dê-chăn hoặc người chăn cừu. Nó được hình thành từ hầu hết các ngôi sao của chòm sao hiện đại; tất cả các ngôi sao sáng đã được bao gồm trừ Beta Tauri (Elnath), truyền thống được giao cho cả Taurus và Auriga. Sau đó, các nhà thiên văn học người Bedouin tạo ra các chòm sao là các nhóm động vật, trong đó mỗi ngôi sao đại diện cho một con vật. Các ngôi sao của Auriga bao gồm một dê, một hiệp hội cũng có mặt trong thần thoại Hy Lạp. Nó đôi khi được gọi là Ngôi sao của Chó Shepherd trong văn học Anh. Capella được xem như là một dấu hiệu của mưa theo thời cổ đại.
Monte Albán thuộc bang Oaxaca ở Mêhicô được xây dựng vào năm 275 trước Công nguyên, ở một hướng khác với các công trình khác trong khu phức hợp. Các bước của nó được sắp xếp vuông góc với sự tăng lên của Capella vào thời điểm đó, để một người nhìn ra một lối vào tòa nhà sẽ phải đối mặt trực tiếp với nó. Capella có ý nghĩa quan trọng khi sự tăng lên của xoáy nước xảy ra

### Nhiều trạng thái
Giáo sư William Wallace Campbell của Đài thiên văn Lick đã thông báo rằng Capella đã được nhị phân vào năm 1899, dựa trên các quan sát quang phổ - ông ghi nhận trên tấm ảnh chụp từ tháng 8 năm 1896 đến tháng 2 năm 1897 rằng một quang phổ thứ hai xuất hiện trên đầu, và có một sự dịch chuyển doppler tím vào tháng 9 và tháng 10 và đỏ vào tháng 11 và tháng 2 - chỉ ra rằng các bộ phận di chuyển ra và Trái Đất (và do đó đang quay quanh nhau). Gần như đồng thời, nhà thiên văn Anh Hugh Newall đã quan sát phổ phức hợp của nó bằng một kính hiển vi lăng kính bốn chiếc gắn với kính viễn vọng 25 inch (64 cm) ở Cambridge tháng 7 năm 1899, kết luận rằng đó là một hệ sao nhị phân.
Nhiều nhà quan sát cố gắng phân biệt các ngôi sao thành phần không thành công. Được biết đến như là "Người bạn của Interferometrist", lần đầu tiên nó được John Anderson và Francis Pease giải quyết vào năm 1919 tại Đài thiên văn Mount Wilson, người đã xuất bản quỹ đạo vào năm 1920 dựa trên các quan sát của họ. Đây là phép đo giao thoa đầu tiên của bất kỳ vật nào nằm ngoài Hệ mặt trời. Một quỹ đạo chính xác cao đã được xuất bản vào năm 1994 dựa trên các quan sát của Mark III Stellar Interferometer, một lần nữa tại Đài quan sát Mount Wilson. Capella cũng trở thành vật thể thiên văn đầu tiên được chụp bằng một bộ phận giao thoa quang học riêng biệt khi nó được chụp ảnh bằng Kính thiên văn. Quang học Cambridge vào tháng 9 năm 1995.
Năm 1914, nhà thiên văn học người Phần Lan Ragnar Furuhjelm đã quan sát thấy rằng nhị phân quang phổ có một ngôi sao đồng hành yếu, khi chuyển động thích hợp của nó cũng tương tự như nhị phân quang phổ, có thể là vật chất bị ràng buộc với nó. Vào tháng 2 năm 1936, Carl L. Stearns quan sát thấy người bạn đồng hành này dường như tăng gấp đôi; điều này đã được khẳng định vào tháng 9 năm đó bởi Gerard Kuiper. Cặp này được chỉ định là Capella H và L.rong một ngày Mặt trời đi ngang qua trên Monte Albán.